# SP-189
A SP-189 é uma rodovia transversal do estado de São Paulo, administrada pelo Departamento de Estradas de Rodagem do Estado de São Paulo (DER-SP).

## Denominações
Recebe as seguintes denominações em seu trajeto:
Nome:	Lauri Simões de Barros, Engenheiro, Rodovia
- De - até:	SP-270 - Buri
- Legislação:	LEI 4.284 DE 04/10/84

## Descrição
Principais pontos de passagem: SP 270 (Angatuba) - Buri

## Características

### Extensão
- Km Inicial: 0,000
- Km Final: 44,200

### Localidades atendidas
- Salto
- Campina do Monte Alegre
- Aracaçu
- Buri